# Фредерік дю Кейн Годман

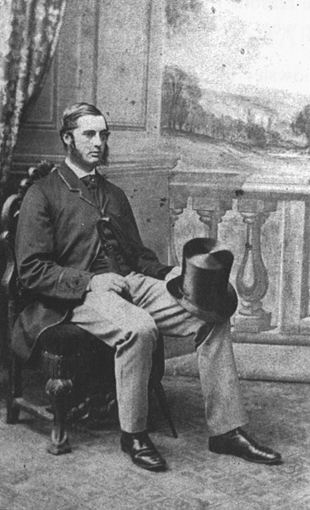
Frederick DuCane Godman

Фредерік дю Кейн Годман (англ. Frederick Du Cane Godman, 15 січня 1834 – 19 лютого 1919) був англійським ентомологом (лепідоптеристом) і орнітологом.

## Біографія
Зі своїм другом, Осбертом Селвіном, Фредерік Годман уклав масивну Biologia Centrali Americana, яка була випущена в частинах з 1888 до 1904. Годман і Селвін також представили свою спільну колекцію в Британському музеї природної історії за понад 15-річний період, починаючи з 1885 року. Годман був кваліфікованим юристом, але був багатий і йому не потрібно було заробляти на життя, так що він присвятив своє життя природній історії, зокрема, орнітології. Він побував у Норвегії, Росії, Азорських островах, Мадейрі, Канарських островах, Індії, Єгипті, Південній Африці, Гватемалі, Британському Гондурасі (Беліз) і на Ямайці. Деякі з його подорожей були зроблені з Селвіном. У 1870 році він опублікував Natural History of the Azores, or Western Islands і між 1907 і 1910 A Monograph of the Petrels.

## Вшанування пам'яті
Після його смерті, вдова та доньки створили Годманівський Меморіальний Дослідницький Фонд. Одним з результатів є те, що антехінус і скельний валабі носять ім'я Годмана. Цитуючи слова Олдфілда Томаса при іменуванні антехінуса: "Я назвав вид, перші плоди Дослідницького Траста, в честь і пам'ять про ласкавого покійного пана Ф. Годмана, піклувальника та довічного благодійника нашого Національного Музею, у пам'ять якого Годманівський Фонд був заснований його вдовою".
Також іменем Годмана названі чотири види рептилій Anolis godmani, Cerrophidion godmani, Rhadinella godmani, Thamnophis godmani; та один вид земноводних Tlalocohyla godmani and the heliconid butterfly Neruda godmani..